# Rak vrata maternice
Rak vrata maternice ili rak grlića maternice je zloćudna bolest koja pogađa žene, nastaje nekontroliranim rastom stanica, koje čine vrat maternice. Najveći faktor rizika za oboljenje je infekcija uzrokovana humanim papiloma virusom (HPV). Oboljenje se može spriječiti u 80% slučajeva, redovitim pregledom Papa testom. Krajem siječnja provodi se Europski tjedan prevencije raka maternice. Simbol prevencije je biser mudrosti.
Rak vrata materice zauzima drugo mjesto kako po učestalosti javljanja tako i po mortalitetu od ginekoloških karcinoma poslije raka dojke. Ovo oboljenje najčešće se javlja kod žena od 45 do 50 godine starosti. Oko 37% oboljelih žena su mlađe od 35 godina, dok žene starije od 65 čine 10% oboljelih. Najveći mortalitet prema dobnim grupama imaju žene starosti od 65 godina što je vezano za uznapredovalost oboljenja u vrijeme uspostavljanja dijagnoze. Svake godine u svijetu oboli oko 500.000 žena,  a umre oko 250.000. Prema istraživanjima iz SAD-a, 40% žena je čulo za humani papiloma virus, a samo 20% za njegovu vezu s rakom vrata maternice. Njemački znanstvenik Harald zur Hausen dobio je 2008. godine Nobelovu nagradu za fiziologiju ili medicinu za svoje istraživanje raka vrata maternice i uloge virusa HPV u nastanku ove bolesti.

## Uzroci
Uzroci bolesti nisu posve poznati, ali faktori rizika koji povećavaju mogućnost oboljenja su sljedeći:
- HPV infekcije-subtipovi 16, 18, 31, 33 i 35. HPV se može prenijeti spolnim putem pa je svaka spolna aktivna žena izložena riziku.
- Osobe iz nižih socioekonomskih klasa sa slabijom mogućnošću redovne zdravstvene zaštite.
- Rani početak spolnog života i veći broj seksualnih partnera.
- Pušenje.

Oko 80% malignih tumora grlića materice se razvija iz sluznice egzocerviksa i klasificira se kao rak pločastih stanica (Ca planocellulare ili squamocellulare). Oko 18% malignih tumora grlića materice nastaje iz sluznice cervikalnog kanala i klasificira se kao rakcilindričnih stanica (adenocarcinoma). Ostatak od 2% čine drugi histološki tipovi.

## Prevencija
- Redovitim pregledom Papa testom, može se spriječiti do 80% slučajeva raka vrata maternice. Papa test je izumio grčki liječnik Georgios Papanikolaou. Tim načinom mogu se ustanoviti abnormalnosti stanica i liječiti prije nego dođe do raka. Žene mogu pristupiti Papa test od navršene 20. godine i preporučuje se ponovni pregled svake 3 godine.

- Cijepljenje u dobi od 10. do 25. godine starosti je učinkovit način sprječavanja infekcije visoko rizičnim HPV tipovima, koji su odgovorni za većinu slučajeva raka grlića maternice. Cijepljenje nije 100% zaštita i potrebno je od 20. godine redovito ići na Papa test.[3] Nazivi cjepiva su Gardasil i Cervarix. Gardasil je učinkovit za podtipove HPV virusa 16, 18, 6, i 11, od kojih podtipovi 16 i 18 uzrokuju oko 70% slučajeva raka vrata maternice.[4] Američki Centers for Disease Control and Prevention (CDC) preporučuje da se cijepe sve djevojčice i dječaci, počevši od 11-12. godine života.[5]

- Izbjegavanje pušenja je oblik prevencije, jer pušenje udvostručuje mogućnost pojave raka vrata maternice i drugih oblika raka.[6]

- Korištenje kondoma samo djelomično štiti od rizika zaraze, ne potpuno jer koža oko genitalnog područja također može prenijeti virus.[7]

- Hrana bogato vitaminima iz voća i povrća može smanjiti rizik zaraze, pogotovo konzumacija papaje jednom tjedno.[8]

## Terapija
Radikalna histerktomija kao terapijska metoda prvi put je učinjena 1887. godine. Izveo ju je Ernest Wertheim. Vremenom, metoda je donekle modificirana, ali ni do danas nije izgubila na važnosti.
Terapija ovisi od stadija u kojem je bolest. Kirurško odstranjenje maternice i limfadenektomija regionalnih ilijakalnih limfonoda uz odstranjenje gornje trećine vagine je metoda izbora u ranom stadiju bolesti. Ako je operativni zahvat kontraindiciran ili pacijent ne želi da se učini tretman, mogućnost je radioterapija. U uznapredovalim slučajevima može se uključiti i kemoterapija. Kod prisustva metastaza djelovanje treba biti palijativno, ovisno od mjesta metastaziranja primjenjuje se radioterapija ili kemoterapija s ciljem poboljšanja kvalitete života.